# IC 1188
IC 1188 је лентикуларна галаксија у сазвјежђу Херкул која се налази на листи објеката дубоког неба у Индекс каталогу.
Деклинација објекта је + 17° 27' 37" а ректасцензија 16h 6m 7,3s. Привидна величина (магнитуда) објекта IC 1188 износи 15,0 а фотографска магнитуда 15,9. IC 1188 је још познат и под ознакама DRCG 34-28, PGC 57127.